# Museo Histórico Provincial “Dr. Julio Marc”
El Museo Histórico Provincial de Rosario Dr. Julio Marc es un museo ubicado en Rosario, Santa Fe, Argentina. Tiene treinta y ocho salas con colecciones de arqueología, arte hispano-americano, numismática, textiles precolombinos, platería civil y religiosa, armas, historia de Rosario y Santa Fe, Lisandro de la Torre, Guerra de la Triple Alianza, pulpería, Juan Manuel de Rosas, Manuel Belgrano, surgimiento de la burguesía en Rosario, y otras colecciones y muestras temporarias que varían periódicamente. Se complementa esta exposición permanente con archivo, hemeroteca y bibliotecas, con colecciones de periódicos históricos y mapas.
El museo se erige dentro del Parque Independencia (Rosario). El edificio fue proyecto del ingeniero y arquitecto Ángel Guido, también proyectista del Monumento Nacional a la Bandera. Su dependencia administrativa es el Ministerio de Innovación y Cultura de la Provincia de Santa Fe. Fue fundado el 8 de julio de 1939, durante la gobernación de Manuel Iriondo, y recibió el nombre de Dr. Julio Marc, en honor a su fundador y primer director.

## Soporte microfilmado, magnético, óptico
Se microfilmó el fondo documental del Banco de la Provincia de Santa Fe (1874-1912), del periódico rosarino "El Municipio" (1887-1911) y de diarios y revistas del siglo XX (colección Mikielevich de la biblioteca del museo); y del diario "Tribuna" (1928-1948).
Se digitalizaron los microfilmes de la colección de la revista "Monos y Monadas" (1910-1911, 1913, 1934-1935).
Como Proyecto del Bicentenario de la Revolución de Mayo, se realizó la digitalización y microfilmación de las Primeras Escrituras de Rosario que comprenden el período entre los años 1689 y 1869, cuyos originales encuadernados se hallan en la Biblioteca Central del Museo, y se hallan disponibles a la consulta bajo la forma de microfilm. Se trata de los más antiguos documentos sobre el origen de la división de la tierra en nuestra región y de buena parte de la historia de los habitantes del “Pago de los Arroyos” y su doblamiento.
La microfilmación y digitalización fue realizada fines de 2010, y fue posible con un subsidio otorgado por la Cámara de Diputados de la Provincia de Santa Fe gracias a una gestión de la diputada Inés Bertero, efectuada en instalaciones de la Biblioteca y Archivo del Museo por el Ing. Antonio Mulone y personal del mismo. Para la indexación se contó con los valiosos trabajos previos de Sebastián Alonso y María Margarita Guspí Terán miembros del Centro de Estudios Genealógicos e Históricos de Rosario.
De esta manera se retiran las escrituras originales de la consulta al público, pero los investigadores podrán continuar con sus indagaciones en el soporte microfilm, preservándose los originales de esta documentación fundante de nuestra región.
En una segunda etapa se prevé la implementación de la consulta en línea de este material, cuyo desarrollo informático ya ha sido probado exitosamente en fase experimental.
Para la consulta, que es libre y gratuita, se debe solicitar turno al 4721457, interno 35 de martes a viernes de 9 a 14 hs.

## Galería

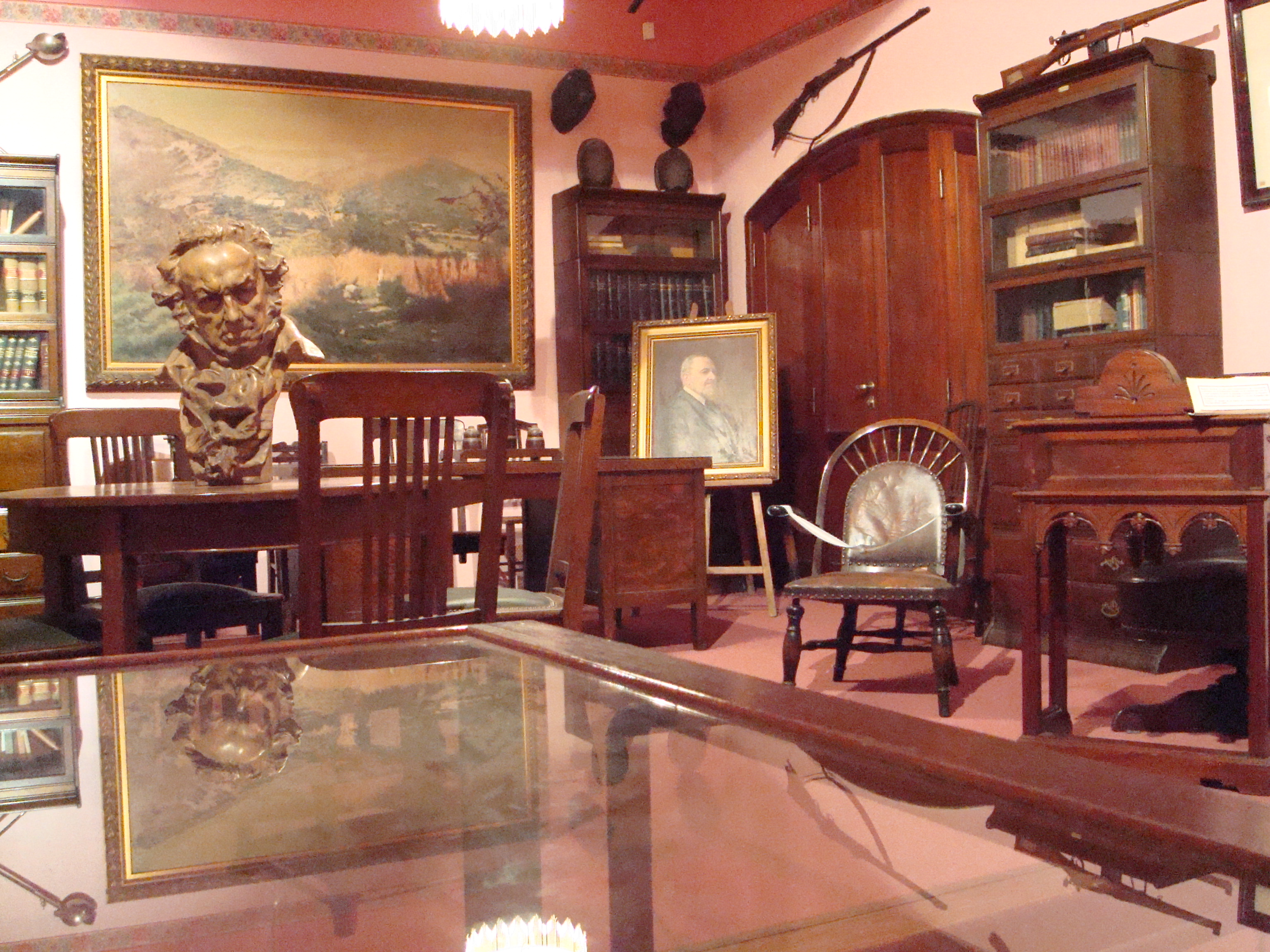
Estudio de Lisandro de la Torre
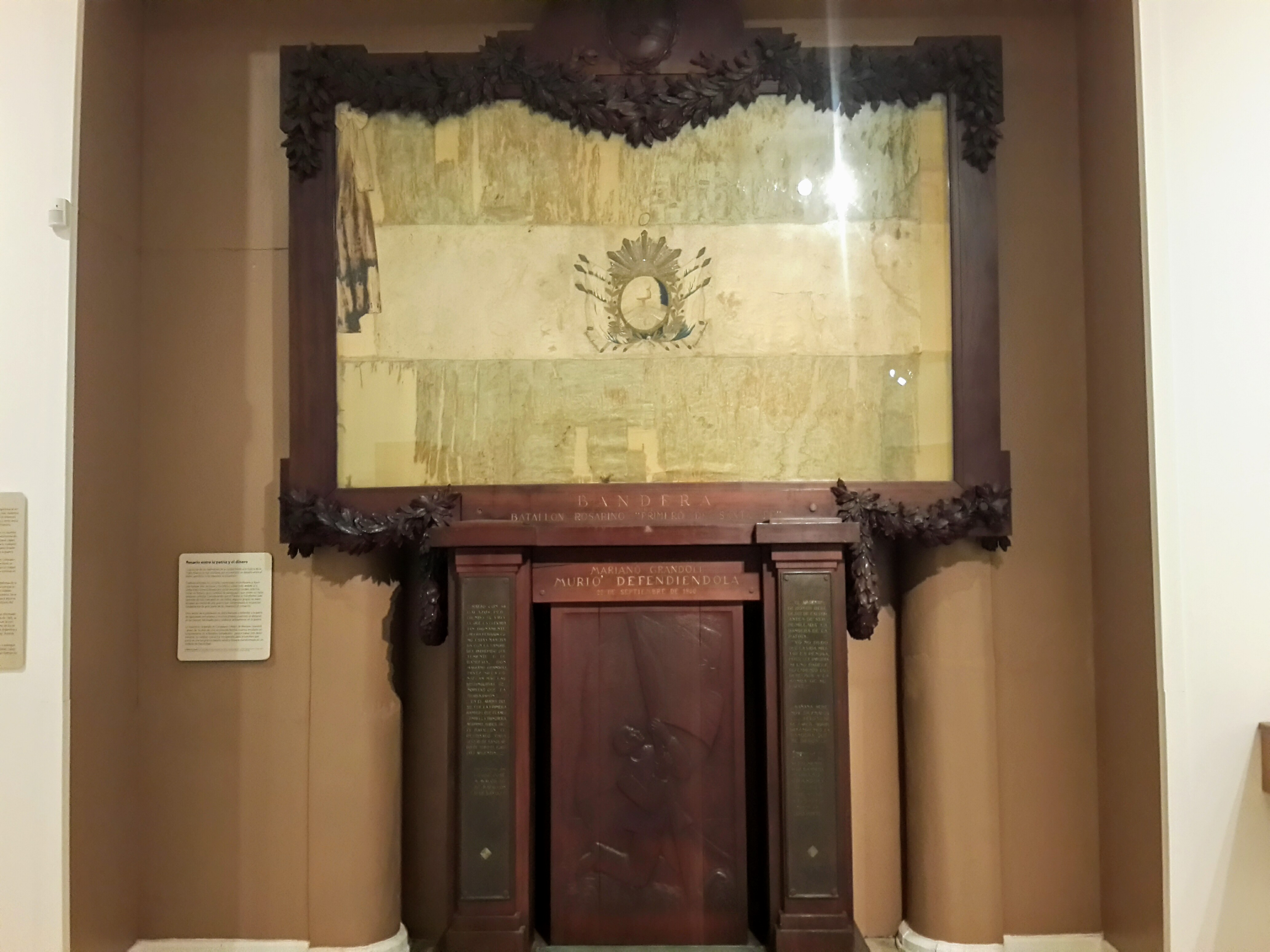
Bandera antigua
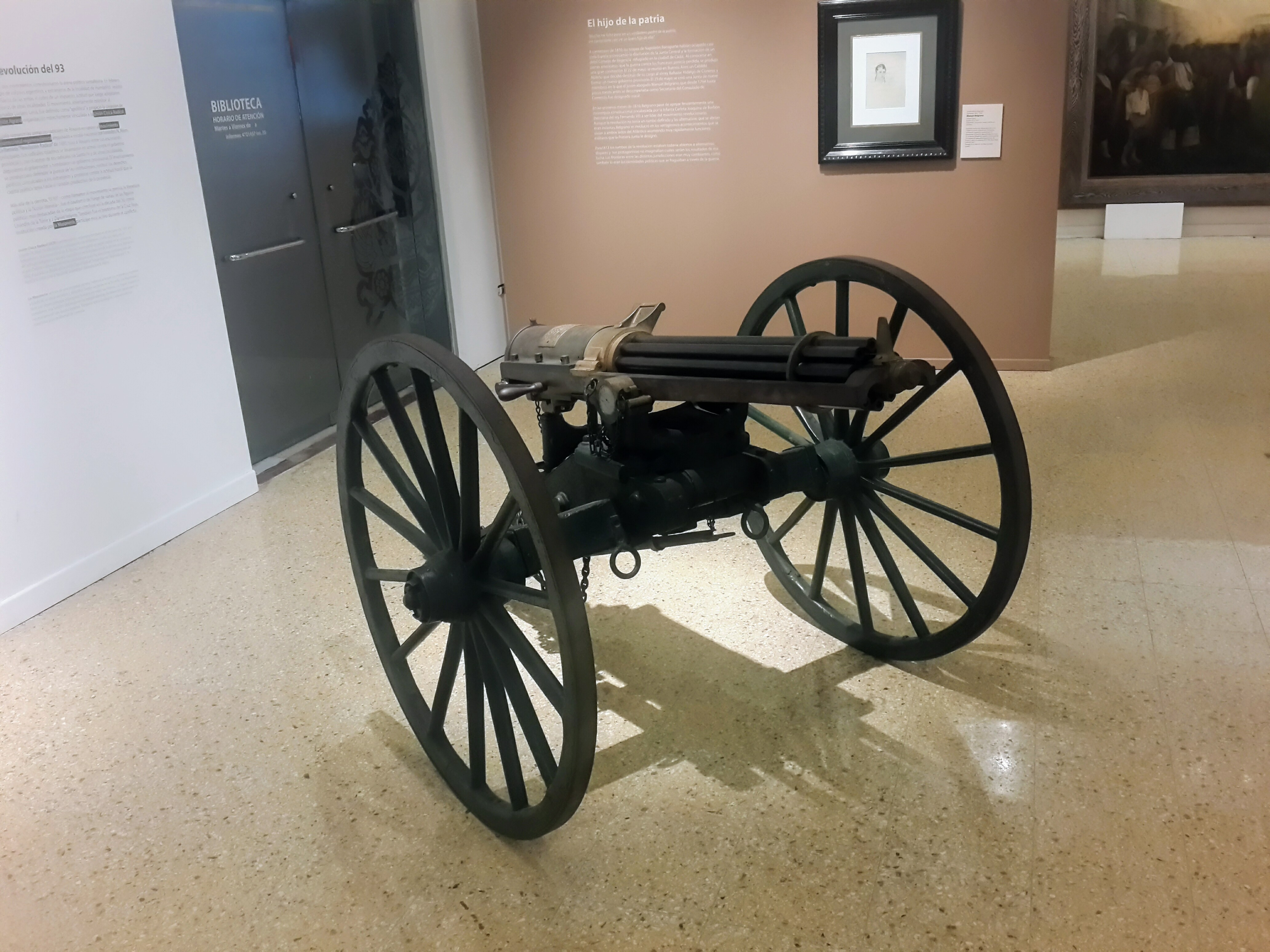
Cañón
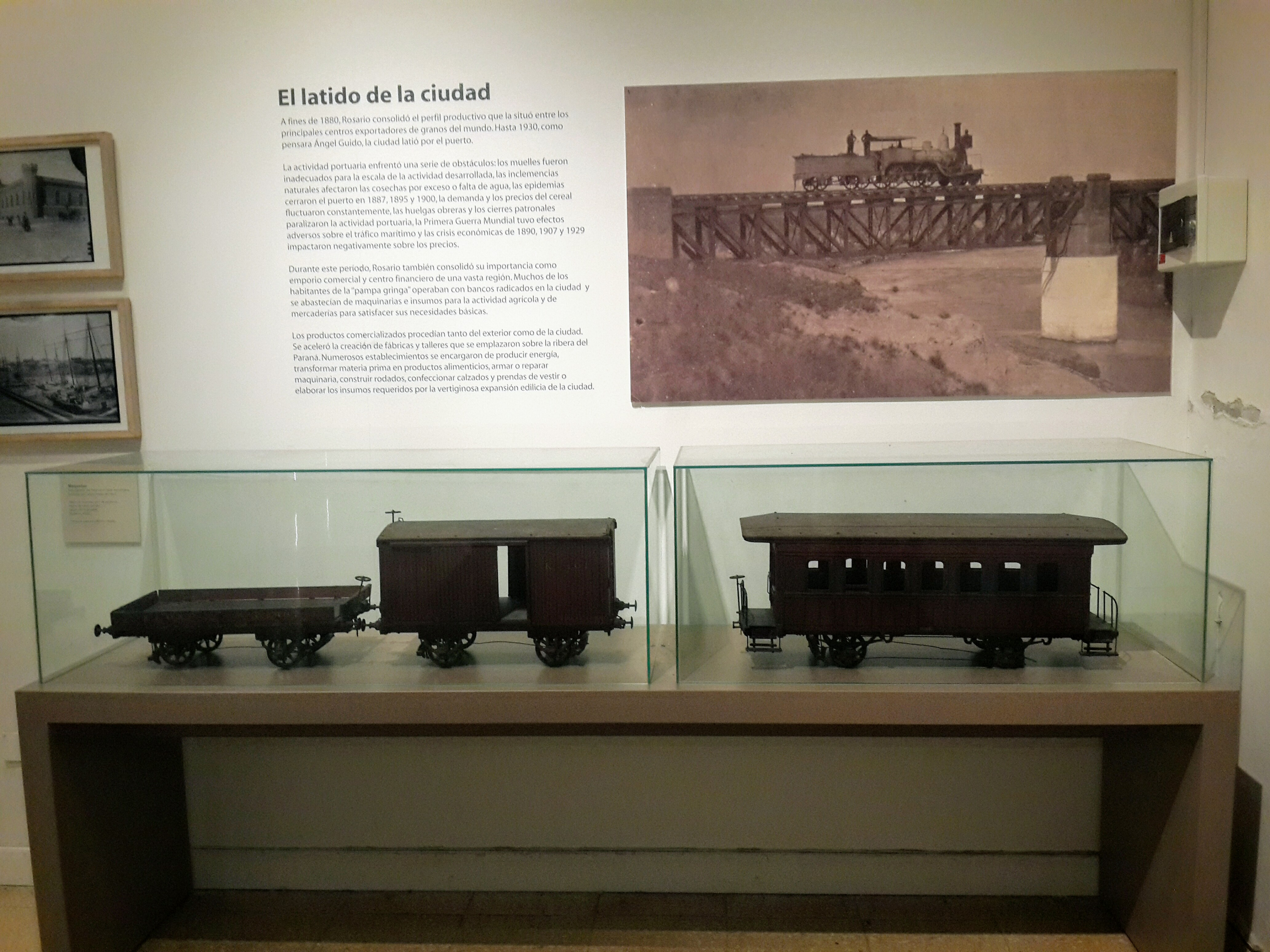
Muestra de un tren a escala